# Buviks kommun
Buviks kommun (norska: Buvik kommune) var en kommun i Sør-Trøndelag fylke i Norge. Kommunen omfattade den östligaste delen av nuvarande Skauns kommun samt en mindre del av nuvarande Melhus kommun. Orten Buvika utgjorde kommunens centralort.

## Administrativ historik
Buviks kommun upprättades 1855 genom utbrytning ur Bynesets kommun. Kommunen hade 841 invånare vid upprättandet.
Den 1 januari 1964 överfördes ett bebott område (Langørgengårdarna med 11 invånare) från Buviks kommun till Melhus kommun.
Den 1 januari 1965 gick Buviks kommun, tillsammans med Børsa kommun, upp i Skauns kommun. Kommunens hade då 1 267 invånare.